# Ganonema flexuosus
Ganonema flexuosus är en nattsländeart som först beskrevs av Martynov 1936.  Ganonema flexuosus ingår i släktet Ganonema och familjen Calamoceratidae. Inga underarter finns listade i Catalogue of Life.